# Ana Tostões
Ana Cristina dos Santos Tostões (Lisboa, 3 de abril de 1959) es una arquitecta y crítica de arquitectura portuguesa. Además es la presidenta de la organización sin ánimo de lucro Docomomo Internacional, cuyo objetivo es la protección y conservación de la arquitectura moderna.

## Trayectoria
Tostões es Arquitecta por la Escuela de Arquitectura de la Facultad de Bellas Artes de la Universidad de Lisboa (ESBAL, 1982), Máster en Historia del Arte Contemporáneo por la Escuela Nueva de Lisboa (UNL, 1994) y Doctora por el Instituto Superior Técnico, también en Lisboa (2003).
Ha sido profesora titular en la Universidad Técnica de Lisboa, donde enseña teoría de la arquitectura e historia crítica, y coordinó el grupo de investigación Cultura arquitectónica. Desde 2012, ha estado a cargo del programa de doctorado en arquitectura. Ha sido profesora asociada en el Instituto Superior Técnico, también en Lisboa, dicta clases de historia y teoría de la arquitectura.
Ha sido profesora invitada en universidades de todo el mundo, como la Universidad de Tokio, École Polytechnique Fédérale de Lausanne, Katholik University Leuven, Escuela Técnica Superior de Arquitectura de Barcelona y Escuela Técnica Superior de Arquitectura de la Universidad de Navarra. Durante el período 2007-2009 formó parte del Master en Arquitectura. Desde 2013, ha sido profesora del programa de doctorado en arquitectura en la Facultad de Arquitectura de la Universidad de Porto (FAUP). 
Es presidenta de Docomomo Internacional, la organización que se dedica fundamentalmente a la documentación y conservación de edificios y sitios del Movimiento Moderno.
Ha sido asesora científica de IPPAR, el Instituto Português de Património Arquitectónico, para el Inventario de Arquitectura del Movimiento Moderno y también colaboró con Docomomo ibérico. Fue vicepresidente de la Orden de Arquitectos y de AICA portuguesa, la Asociación Internacional de Críticos de Arte. Dicha asociación tiene como objetivo defender la libre expresión en la crítica de arte y facilitar su diversidad. Además representa y promociona diversas actividades de sus miembros, pertenecientes a 71 secciones nacionales en todo el mundo.
Ha coordinado proyectos de investigación, supervisado tesis doctorales y de maestría, formó parte de jurados y comités y dictó conferencias en Europa, África y América. Coordinó el proyecto de investigación Exchanging World Visions (PTDC / AUR-AQI / 103229/2008) centrado en la arquitectura africana subsahariana durante el período del Movimiento Moderno. Ha organizado diversas exposiciones tanto en Portugal, como en España y Alemania.
También trabaja como crítica en revistas y periódicos. Cabe destacar una columna de arquitectura semanal para el diario portugués Público.

## Publicaciones
Es autora de múltiples trabajos publicados en las áreas de historia, teoría y crítica de la Arquitectura, referidas especialmente a la arquitectura moderna portuguesa y a las ciudades contemporáneas.
Sobre estos temas, ha publicado 13 libros y 95 artículos científicos, curado 10 exposiciones y organizado 41 eventos científicos. Entre ellos podemos destacar:
- Tostões, A., Ferreira, Z. (ed.) (2016), Adaptive Reuse. The Modern Movement towards the Future, Lisboa, Docomomo International/Casa da Arquitectura. ISBN 9789899964501.
- Tostoês, A.. (2015) A Idade Maior. Cultura e Tecnologia na Arquitectura Moderna Portuguesa. FAUP Publicações, Faculdade de Arquitectura da Universidade do Porto. Portugal.
- Tostões, A. (2014), Restauro e Renovação do Grande Auditório, Lisboa, Fundação Calouste Gulbenkian. ISBN 9789898807014.
- Tostões, A. (ed.) (2014), Modern Architecture in Africa: Angola and Mozambique, Caleidoscópio. ISBN 9789896582401.
- Tostões, A. Educare a un futuro sostenibile. Il ruolo del riuso del patrimonio moderno in Architettura moderna in abbandono (Lorenzo Pietropaolo ed.), Bari, Adda, 2022. ISBN 9788867176229

## Reconocimientos
En 2006, su Excelencia el Presidente de la República Portuguesa la convirtió en Comandante de la Orden del Infante Dom Henrique por su trabajo en favor de la arquitectura portuguesa y su promoción en Portugal y en el extranjero.
Por sus investigaciones y publicaciones recibió los siguientes premios:
- Premio Gulbenkian 2014 en la categoría “Historia de la presencia de Portugal en el mundo”, por la publicación Modern Architecture in Africa: Angola and Mozambique
- X Bienal Iberoamericana de Arquitectura y Urbanismo 2016 por su publicación A Idade Maior. Cultura e Tecnologia na Arquitectura Moderna Portuguesa.[5]